# Troick (Moskwa)
Troick (ros. Троицк) – rosyjskie miasto, dawniej w obwodzie moskiewskim. Troick otrzymał prawa miejskie w 1977 roku. W mieście znajduje się wiele instytutów badawczych. Od 1 lipca 2012 roku miasto weszło w skład administracyjnych granic Moskwy.